# Goñi (Uruguay)
Goñi es una localidad uruguaya del departamento de Florida.

## Ubicación
La localidad se encuentra situada en la zona noroeste del departamento de Florida, próximo a su límite con el departamento de Durazno, sobre la cuchilla de Maciel, junto a la ruta 5 en su km 166, y con estación de trenes sobre la línea de ferrocarril Montevideo-Rivera en su km 186. Dista 72 km de la ciudad de Florida y 166 km de Montevideo.

## Toponimia
Su nombre proviene del vecino Juan Goñi, quién donó los terrenos, en los cuales fue construida la estación de ferrocarril del pueblo.

## Servicios existentes
- Generales: luz eléctrica, teléfono y agencia de correos.
- Enseñanza: escuela.
- Asistenciales: policlínica.
- Transporte de pasajeros: ómnibus de línea local e interdepartamental.
- Otros: destacamento policial.

## Población
Según el censo del año 2011 la localidad contaba con una población de 246 habitantes.
| 392           | 278 | 166 | 212 | 275 | 246 |
| (Fuente: INE) |     |     |     |     |     |

## Atractivos
Cada año se realiza en Goñi la denominada Fiesta del Ternero organizada por la sociedad nativista Coraje, lazo y espuela de dicho centro poblado.